# Edward Cave

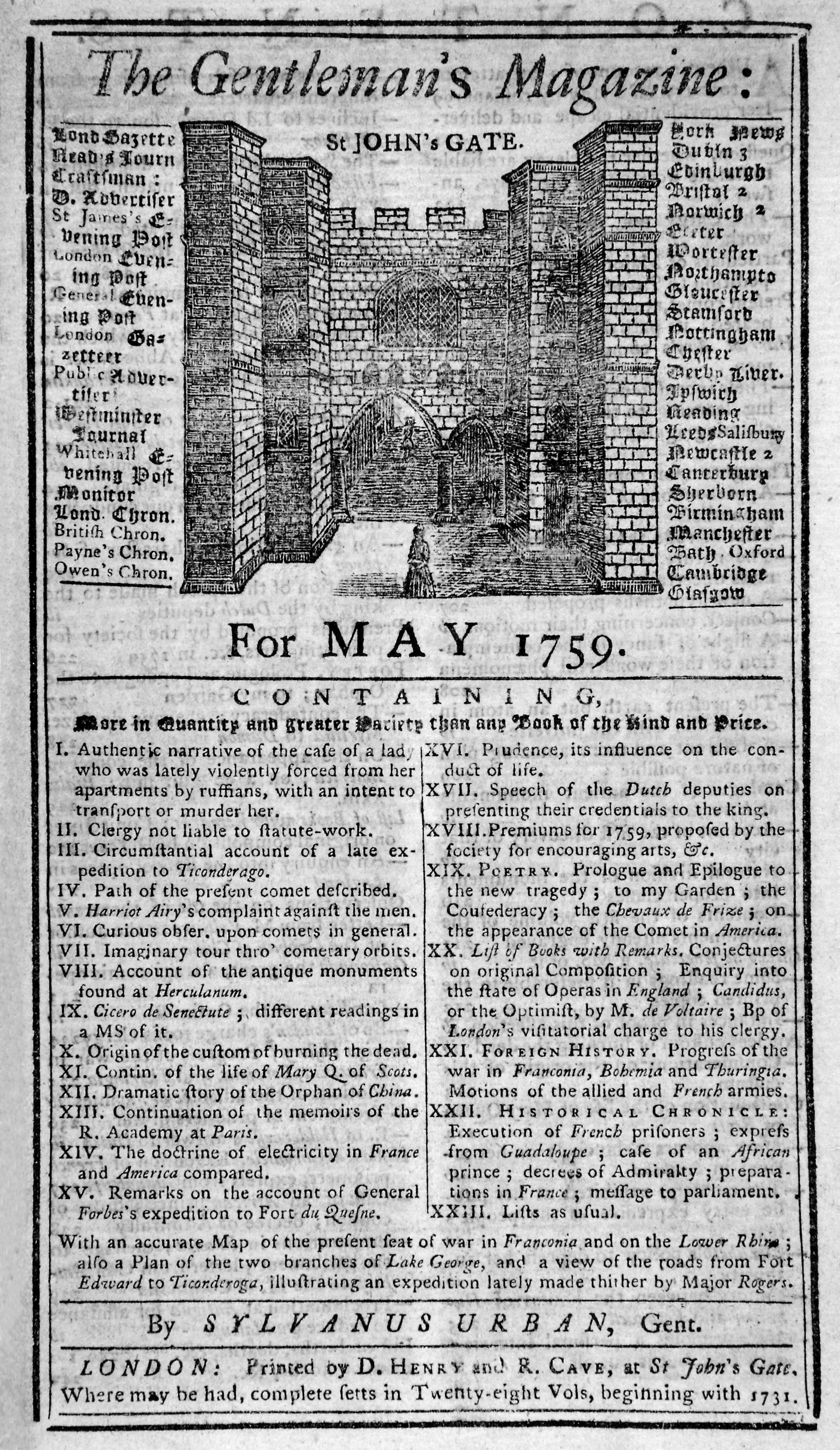
A The Gentleman's Magazine egyik számának címplapja, 1759. május, "By SYLVANUS URBAN, Gent."

Edward Cave (1691. február 27.  – 1754. január 10.) angol nyomdász, szerkesztő és kiadó. Cave alapította meg a The Gentleman's Magazine című kiadványt, amely az első modern értelemben vett magazin.

## Életpályája
Cave egy suszter fia volt, a Warwickshire megyében lévő Newton településen született, és itt végezte tanulmányait is. Az iskolából azután rúgták ki, hogy az igazgatótól való lopással vádolták. Ezt követően különféle munkákat vállalt, volt fakereskedő, újságíró és nyomdász. Olyan időszakos kiadvány ötlete merült fel benne, amely mindenféle, a művelt olvasóközönség érdeklődésére számot tartó témával foglalkozna, a kereskedelmi ügyektől kezdve a költészetig. Számos londoni nyomdát és könyvkiadót keresett meg tervével, de sehol sem mutattak érdeklődést, és ezért Cave saját kiadásban kezdte megjelentetni a  The Gentleman's Magazine-t. Az első szám 1731-ben jelent meg és hamarosan igen befolyásos és széles körben utánzott kiadvánnyá vált. Cave jelentősen meggazdagodott a kiadvány hasznából.
Cave jó üzletembernek is bizonyult, minden energiáját a magazin felvirágoztatására és üzemeltetésére fordította, szinte alig hagyta el a londoni St John's Gate közelében található irodáját. A magazin megírásában sokan segítették, köztük a leghíresebb Samuel Johnson volt, ami mindig hálás maradt Cave-nek, hogy karrierje elején állást adott neki. Cave is számos cikket írt a magazinba, rendszerint a Sylvanus Urban írói álnév alatt.
Más iparágba is belevágott, Lewis Paultól megszerezte a jogot egy 250 orsós szövőszékre. 1742-ben megvásárolta a Marvels Mill malmot Northampton közelében és gyapotmalommá alakíttatta át, feltehetően ez volt az első vízerővel működő textilmalom a világon. Ez a vállalkozás is jövedelmező volt, ennek ellenére 1761-ben bezárt.
Cave köszvénytől szenvedett, 1754-ben halt meg, és a clerkenwelli (London) St. James templomban van eltemetve.

## Lásd még
- Samuel Johnson (kritikus)